# Werbach (Landschaftsschutzgebiet)
Das Gebiet Werbach ist ein über 21 km² großes Landschaftsschutzgebiet im Gebiet der Gemeinde Werbach im Main-Tauber-Kreis in Baden-Württemberg. Es wurde mit Verordnung vom 1. April 1985 ausgewiesen (LSG-Nummer 1.28.009).

## Lage
Das Schutzgebiet gehört naturräumlich zum Tauberland. Es liegt auf dem Gebiet der Gemeinde Werbach. Das Landschaftsschutzgebiet befindet sich in einem Durchbruch des Tauberflusses durch die Schichten des Muschelkalks und Buntsandsteins.

## Beschreibung
Das Landschaftsschutzgebiet Werbach umfasst ökologisch hochwertige Gebiete mit ausgewogenem Naturhaushalt und einer Vielzahl landschaftsprägender Elemente.